# Delphinium purpusii
Delphinium purpusii är en ranunkelväxtart som beskrevs av Brandeg.. Delphinium purpusii ingår i släktet storriddarsporrar, och familjen ranunkelväxter. Inga underarter finns listade i Catalogue of Life.